# Стони Ривер (Аљаска)
Стони Ривер (енгл. Stony River) насељено је место без административног статуса у америчкој савезној држави Аљаска.

## Демографија
По попису из 2010. године број становника је 54, што је 7 (-11,5%) становника мање него 2000. године.
| Група             | 2000.     | 2010.    |
| Белци             | 9 (14,8%) | 3 (5,6%) |
| Афроамериканци    | 0 (0,0%)  | 0 (0,0%) |
| Азијати           | 0 (0,0%)  | 1 (1,9%) |
| Хиспаноамериканци | 0 (0,0%)  | 0 (0,0%) |
| Укупно            | 61        | 54       |